# Nhà xuất bản Đông Lập
Nhà xuất bản Đông Lập (chữ Hán: 東立出版社, bính âm: Dōng Lì Chūbǎnshè, phiên âm Hán Việt: Đông Lập Xuất bản xã), được biết dưới cái tên tiếng Anh là Tong Li Comics, là một công ty xuất bản các truyện tranh nội địa lẫn ngoại quốc ở Trung Hoa Dân Quốc (Đài Loan).

## Lịch sử
Nhà xuất bản Đông Lập được thành lập tại Thành phố Đài Nam vào năm 1977; lúc ấy toàn bộ Nhà xuất bản chỉ có chín thành viên. Và vào lúc ban đầu, những truyện tranh do Đông Lập xuất bản hoàn toàn không hề mua bản quyền từ quốc gia gốc:
| “               | Suốt 15 năm, Đông Lập là nhà xuất bản truyện không mua bản quyền lớn nhất, nó đã xuất bản hơn 1 nghìn tựa sách và có khi mỗi tháng nó phát hành đến 50 tựa sách không bản quyền. | ” |
| — John A. Lent, | |   |

Phương cách "chuyển thể" truyện tranh nước ngoài (Nhật Bản) của Đông Lập trong giai đoạn đầu là thay các lời thoại nguyên gốc bằng các bản dịch tiếng Hoa (phồn thể), sau đó "vẽ áo ngực đè lên các phần tranh về nhân vật nữ mà tác giả gốc vẽ ngực trần, đồng thời thực hiện một số tinh chỉnh và sửa đổi khác nhằm gia giảm các yếu tố khiêu dâm và bạo lực của bộ truyện gốc". Lúc đó, người lãnh đạo Đông Lập là Phạm Vạn Nam, "thừa nhận một cách nửa đùa nửa thật rằng ông là 'Vua xuất bản truyện không có bản quyền'".
Bất chấp cái quá khứ "đen tối" như vậy, Đông Lập lại là nhà xuất bản đầu tiên của Đài Loan mua được bản quyền xuất bản các truyện tranh Nhật Bản, cụ thể họ mua bản quyền truyện Cipher do Narita Minako sáng tác từ nhà xuất bản Hakusensha vào năm 1989; hai năm sau họ lại mua được bản quyền xuất bản truyện Akira do Otomo Katsuhiro sáng tác từ Kodansha. Đến năm 1992, Đài Loan ra đạo luật cấm xuất bản truyện không có bản quyền; và thế là Đông Lập chính thức từ bỏ hoàn toàn kiểu xuất bản này và bắt đầu đi theo con đường giành được bản quyền xuất bản truyện tranh theo con đường hợp pháp, lúc này Đông Lập bắt đầu xuất bản hai tạp chí truyện tranh hàng tháng là Nguyệt san Long Thiếu niên (龍少年月刊, long thiếu niên nguyệt san, tên tiếng Anh Dragon Youth) và Nguyệt san Tinh Thiếu nữ (星少女月刊, tinh thiếu nữ nguyệt san, tên tiếng Anh Star★Girls) - đây là hai nguyệt san chịu nhiều ảnh hưởng của các tạp chí manga Nhật Bản. Các truyện tranh mà Đông Lập xuất bản (có bản quyền) hiện nay là Đảo hải tặc, Sứ giả Ichigo, Naruto, Dơi 21, Gintama, Shijō Saikyō no Deshi Ken'ichi, Skip Beat, và nhiều truyện khác nữa.
Tháng 11 năm 1991, Đông Lập đề ra "giải thưởng nghệ sĩ truyện tranh Đông Lập hạng nhất" (第一屆東立漫畫新人獎), nhằm thu hút sự chú ý của các nhà xuất bản trong nước tới các sáng tác và sự hợp tác từ các tác giả trong nước, và làm cho thị trường truyện tranh Đài Loan không bị phụ thuộc nặng nề vào truyện tranh Nhật Bản làm nguồn nữa. Ngoài việc đề ra giải thưởng này, tháng 1 năm 1994 Đông Lập đã thành lập Công ty trách nhiệm hữu hạn phân phối video chất lượng tốt (佳真影視傳播有限公司, Giai chân ảnh thị truyền bá hữu hạn công ty, Really Good Video Distribution Ltd Co), bước chân vào lĩnh vực phim hoạt hình.
Tháng 11 năm 2001, Đông Lập thành lập Công ty TNHH công nghệ số Đông Lập (東立數位科技有限公司, Đông Lập số vị khoa kỹ hữu hạn công ty). Tháng 2 năm 2002, Đông Lập khai trương trang web "Đông Lập Online".
Năm 1995, Đông Lập nhượng quyền cho nhà xuất bản tại Singapore xuất bản "Chân mệnh thiên tử" của Lại Hữu Hiền, một tác phẩm được tái bản nhiều lần tại Đài Loan, mở đầu cho việc nhượng quyền xuất bản truyện tranh Đài Loan tại nước ngoài. Từ đó trở đi, truyện tranh Đài Loan liên tục tiến vào Nhật Bản và châu Âu, quảng bá truyện tranh Đài Loan ra toàn thế giới.